# Історія села Паланки (Уманський район)

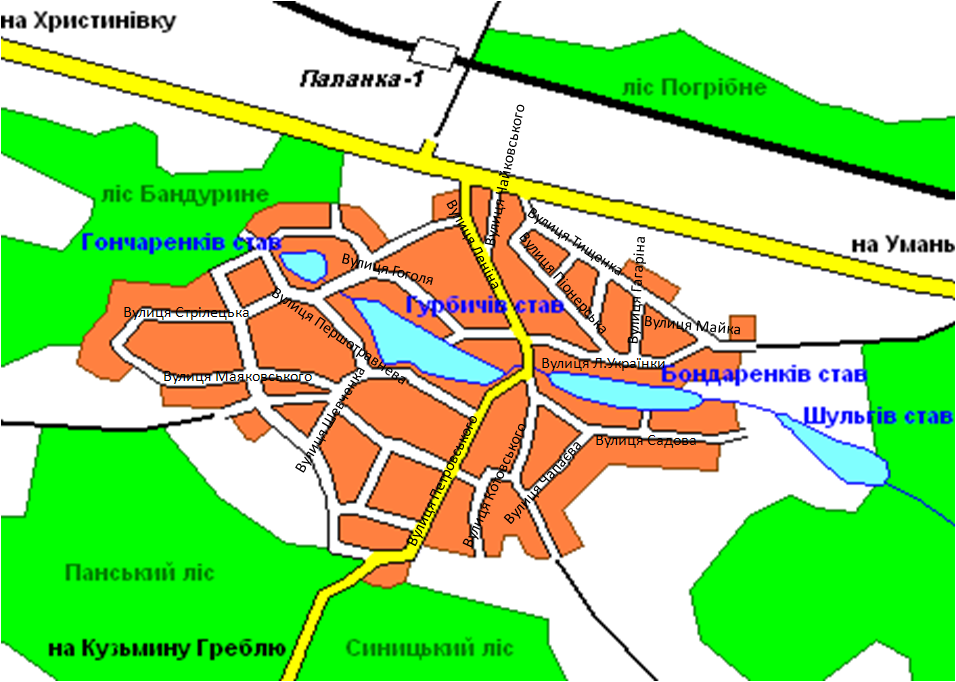
Схема села Паланка

Паланка — село в Уманському районі Черкаської області, розташоване на погорбованій рівнині Придніпровської височини, на річці Паланка. Село розташоване за кілька кілометрів від Умані, яка має велику історію. Тому історія Паланки тісно переплітається з історією міста.

## Давні часи

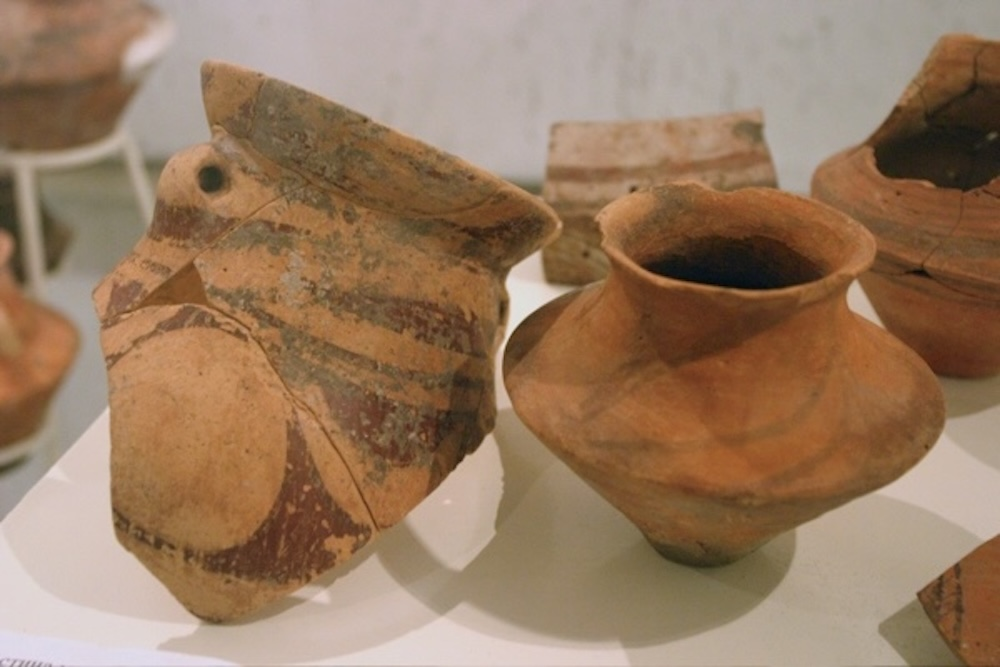
Трипільська кераміка

Поєднання вигідних природних умов призвело до заселення території сучасного села ще з давніх часів. В Уманському районі, де міститься Паланка, зафіксована досить висока концентрація та щільність поселень племен трипільської культури. Під час археологічних розкопок в селі та прилеглих землях було віднайдено 3 таких поселення. Мотики із кісток, сліди зерна в перепаленій глині свідчать про те, що трипільці, які проживали тут, займались землеробством. Крім кістяних та кам'яних знарядь праці, було знайдено і мідні вироби, зокрема наконечник списа, який зберігається в Уманському краєзнавчому музеї. Цей експонат засвідчує, що трипільці також займались і полюванням.
Про те, що дана місцевість була залюднена у добу бронзи, свідчать 2 поселення, але остаточно не вдалось ідентифікувати, які ж племена тут мешкали.
В урочищі Зелений Гай було виявлено 2 зольники, що характерні для племен білогрудівської культури. Експедиції науковців із Києва досліджували їх у 1954 та 1981 роках, але так і не змогли точно встановити їхню приналежність. Ці зольники являють собою підвищення до 4 м, діаметром 35 м.
На території Уманщини на початку 1970-х років було виявлено пам'ятки кімерійської доби та скіфського походження. У період сарматської колонізації скіфи були асимільовані та інкорпоровані в нову етнічну спільноту. Сарматський період хронологічно охоплює III ст. до н. е. — IV ст. н. е. Етнічна дифузія, яка відбулася між частиною сарматів і корінним населенням, проявилась у черняхівській культурі. Навколо села було знайдено 3 пам'ятки цієї культури, дослідження яких вів краєзнавець та дослідник Уманщини Г. Ю. Храбан. Перше поселення, виявлене в 1961 році, знаходиться на полі, на правому березі річки Паланки. Тут виявлені знахідки гончарного і ліпленого посуду. Друге поселення випадково знайдене на відстані близько 400 м на захід від першого поселення, на лівому березі річки Паланки проти впадання в неї річки Кочержинки. Тут знайдено декілька уламків черняхівської гончарної кераміки, а також уламки ліплених горщиків. Третє поселення випадково знайдене біля самого верхів'я річки Хутірної, яка впадає в селі Городецькому в річку Уманку. На лівому березі цього струмка зустрічаються уламки гончарної черняхівської кераміки.

Розташування міста Кудрина

Поблизу села також було виявлено 2 археологічні пам'ятки VI–IX стст., що свідчать про наявність слов'янських поселень, ймовірно предків уличів. Згодом в X—XI стст. русичі будуть стримувати потужну експансію кочовиків на землі Київської Русі. Літописи свідчать, що з 1068 по 1215 роки половці здійснили близько 35 нападів, доки завоювали цю землю. На думку Г. П. Бевза, Уманщина з територією сучасного села понад 200 років входила до складу половецької держави Куманії. Про те, що територія Паланки була ареною боротьби руських князів з кочовиками південного степу, ми знаходимо підтвердження в Іпатіївському літопису.
У давньоруську добу регіон відігравав спочатку роль порубіжної, а згодом буферної території, бо не входив до складу Київської Русі. Але, ймовірно, тут були укріплені городки або ж навіть фортеці. Це припущення ґрунтується на легенді, яка оповідає, що на місці сучасного села Паланки, зокрема західної його частини, було місто Кудрин (Кудрик). Під час монгольської навали в XIII ст. місто було вщент зруйноване. Від Кудрина лишилась одна церква, та й та потім була зруйнована. Старожили кажуть, що в урочищі Дубина є закидана криниця. Якщо на Великдень зранку прикласти до неї вухо, то можна почути дзвін. Місто так і не було відновлене. На полі «Середина» й досі знаходять пам'ятки тієї доби: залишки будівель, посуд, перепалену глину. Слід згадати і про так званий Болохівський рух, який був поширений на межі кордонів великих південно-західних князівств — Київського та Галицько-Волинського.

## Литовсько-польська доба

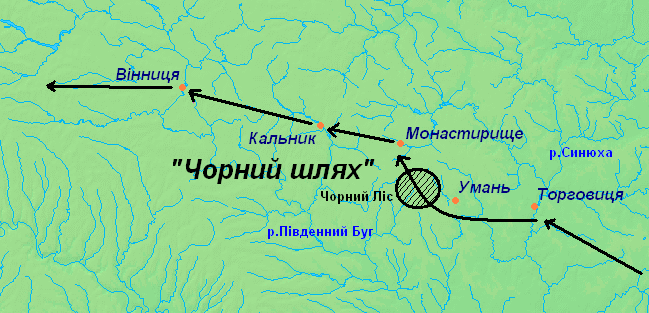
Маршрут Чорного шляху

Початок XIV ст. ознаменувався посиленням литовського проникнення на південно-західні руські землі, зокрема правобережне Подніпров'я та землі села Паланки. Посилення влади Великого князівства Литовського та розширення її кордонів за рахунок князівств не могло не вплинути на долю Уманщини, яка займала крайнє положення і фактично відділяла Поділля від степу. Саме з цієї причини регіон досить швидко звільняється з-під татарської зверхності. У 1363 році неподалік майбутнього села, на річці Синюха, відбулась битва між об'єднаним литовсько-руським військом та монголо-татарами. Ця перемога поклала край татарському пануванню на українських землях. 1400 року землі Брацлавської тьми були передані Хаджі-Гіреєм литовському князю Вітовту.
У другій половині XV ст. за часів кримського хана Менглі-Гірея Паланщина знову потерпала від руйнівних набігів татар. На Київщину і Брацлавщину протягом 1450-1586 рр. вони здійснили 86 грабіжницьких походів по Чорному, Удицькому, Кривошарівському та Звенигородському шляхах. Так, Чорний шлях пролягав через Чорний ліс та броди на річці Синюха поблизу села Паланка. Попри це, територія Уманщини заселялась новими людьми. Виникали нові поселення. Математик Бевз Григорій Петрович, спираючись на видання «Польща XVI століття», наводить поселення на території Уманщини, серед яких вперше згадується село Паланка.

## Козацька доба
У 1596 році в лісах між Паланкою та Уманню розташовував свій табір Северин Наливайко перед тим, як вирушити у свій останній похід. На межі XVI–XVII ст. землі Паланки перейшли до магнатів Калиновських. В середині XVII ст. населення Паланки бере активну участь у повстаннях під проводом сподвижника Богдана Хмельницького Максима Кривоноса. Але свобода була недовгою. На початку 1655 року Паланка була зруйнована Потоцьким та татарами. Село потроху відновлювалось та жахлива доля наздогнала його ще раз в 1664 році. Уманський полковник Михайло Ханенко почав відбудовувати село, за свої кошти побудував церкву Святої Параскеви (1856 року на місці старої церкви була збудована нова Миколаївська). Церква не залишилась до наших днів, але збереглись кам'яний цоколь та кілька поховань відомих священників, зокрема Ясона Гребеницького.

Умань та околиці в Коліївщині

25 серпня 1674 року Умань та навколишні поселення були зруйновані османами. На території колись процвітаючої землі знову виникло Дике поле, де кочувала лише татарська орда. Повз територію села проходив Чорний шлях. З середини 1680-х років фастівський полковник Семен Палій розпочав боротьбу проти Кримського ханства і Османської імперії. Це призвело до тимчасового відродження Уманської землі, зокрема села Паланка. 1704 року Палій був заарештований росіянами, а землі — постановлялось тем землям быть в пустке всегда. Пусті землі почались заселятись поляками і невдовзі вони стали частиною Речі Посполитої. В кінці XVIII ст. на Уманщині почалось повстання гайдамаків Коліївщина, в якому активну участь брали і чоловіки Паланки. Повстання було придушене козаками, яким Потоцький подарував землі та села навколо Умані. Паланка, разом із Розсішками (батьківщина Гонти) та Орадівкою, відійшли до володінь Івана Гонти.

## Російська імперія
1793 року Уманщина разом з селом Паланкою відійшли до Російської імперії у складі Брацлавської губернії, з 1795 року Брацлавського намісництва, пізніше Вознесенського намісництва, пізніше губернії. З 1796 року село вже в складі Київської губернії.
1795 року в селі було 147 дворів та 1 135 жителів. 1796 року почалось будівництво парку «Софіївка», де участь брали і робітники із Паланки. Після смерті Потоцького його власність була розподілена між родичами — Паланка відійшла до Олександра Потоцького. На початку XIX ст. землі Потоцького були конфісковані російською владою. Село стало казенним поселенням, з 1838 року — військовим. Вулиць не було, а тільки кутки — Бовтик, Бурти, Жабокрич, Стрілиця, Кобзарівка, Качурівка, Силківка, між якими існували ленії.
Після ліквідації військового статусу в 1860 році, землі села розподілили між селянами. В 1860-х роках в селі мешкало 1 105 жителів, в 1900 році — 2 508 в 496 дворах. В селі була церква, 4 водяні млини, церковно-приходська школа, винна лавка, сільський банк.

## Початок XX століття
Революція 1905—1907 років, що розпочалась у столиці Російської імперії Петербурзі, сколихнула Україну, Уманщину та Паланку. З жовтня 1906 року у селі розповсюджувались листівки із закликами до повалення царського самодержавства. З початком Столипінських реформ, революційні рухи притихли, селяни почали розселюватись на нові землі навколо села, утворюючи хутори. Так в урочищі Зелений Гай виник хутір Колектив з 7 господарств, між Паланкою та Кочержинцями на лівому березі річки Паланка — хутір Шульгівка (4 господарства), нижче по річці хутір Коробанівка. Всі ці хутори звичайно проіснували недовго — зникли при колективізації у 1930-х роках.
Перша Світова війна розпочалась влітку 1914 року. Певна кількість чоловічого населення була мобілізована до російської окупаційної армії та відправлена на фронт. Воїни Паланки відзначились у боях Брусилівського прориву, стріляючи в українців-галичан, що воювали по той бік фронту. З 1917 року в селі була встановлена влада Української Центральної Ради, з 15 лютого 1918 року — радянська влада. Але на початку березня червоноармійці залишили Паланку і сюди увійшли німецькі війська. Потім село було під владою Директорії Винниченка. В ніч з 13 на 14 березня 1919 року у Паланці зупинився на відпочинок Кінний полк імені Петра Болбочана Армії УНР, перейменований згодом на Кінний полк Чорних Запорожців. У Паланці до його складу вписалися добровольцями 30 учнів Софіївської господарської школи. 14 березня, по відході полку на захід, у Паланці було знову встановлено окупаційну радянську владу. Але вона протрималась до серпня, коли село було звільнене об'єднаними українськими військами УНР та ЗУНР. 2 вересня більшовики вже вкотре відновили свою владу. 24 вересня сюди прийшли денікінці, яких пізніше знову витіснили червоноармійці. Восени того ж року село перебувало в складі підконтрольної території Д.Терпила, більш відомого як отаман Зелений.
Остаточно радянська влада була становлена 15 січня 1920 року. У травні 1921 року ревком передав свої повноваження Раді робітничих, селянських та червоноармійських депутатів. Політика воєнного комунізму була замінена на НЕП. Землю було роздано селянам. Утворилось перше ТСОЗ, яке об'єднало 17 селян. Почала діяти сільська рада, яку очолив Тодось Бондар. На початку 1930-х років у селі було створено колгосп «Провідна зірка», в 1934 році було створено колгосп імені Постишева (через 2 роки перейменовано на імені Єжова, ще через 2 — на імені Третьої П'ятирічки). В 1932-33 роках село пережило страшний голодомор, Уманщина була одним з тих регіонів, які найбільше постраждали в ті роки. Через голод в селі померло 540 жителів. Крім голоду село потерпіло і від сталінських репресій середини 1930-х років. 30 селян було репресовано, 18 з яких розстріляно.

## Друга світова війна
Друга світова війна розпочалась для селян Паланки 1 серпня 1941 року, коли німецькі війська увійшли до села. Окупація тривала 943 дні. 2 серпня під Уманню було взято в полон 103 тис. радянських воїнів. Через таку приголомшену перемогу для німців, сюди прилетіли літаком Гітлер та Муссоліні, які 18 серпня були присутні на військовому параді в Умані. На кінець серпня для полонених був утворений концентраційний табір «Уманська яма» на Паланському полі, у глиняному кар'єрі цегельного заводу. З табору пізніше почали відпускати селян навколишніх сіл для роботи на полях. Біля залізничної платформи Паланка-1 в лісі були розстріляні 60 військовополонених, яких тут же і закопали. 1963 року на цьому місці встановлено обеліск.
Гауляйтер України Еріх Кох мав собі на меті перетворити Умань та околиці в свої мисливські угіддя, а місцевих мешканців винищити повністю. В Паланці діяла управа на чолі з німцем Ризя. 60 односельчан було відправлено на роботи до Німеччини. Діяли в селі і партизанські загони, які розбирали залізничні рейки, грабували поїзди та вбивали німців.

Герой Радянського Союзу Тищенко О. Т.

На початку 1944 року радянські війська перейшли у наступ біля Корсуня. 5 лютого німці вислідили втікачів з табору у Паланці і розстріляли їх. 5 березня 1944 року розпочалась Умансько-Ботошанська операція, яка мала на меті розбити німецькі угруповування під Уманню та вийти до Дністра. В ході її виконання, 10 березня, село Паланка було зайняте силами Червоної Армії.
Слідом за Червоною армією почали мобілізовувати чоловіків села — їх нараховувалось 170 осіб. Вони потрапили у бої Яссько-Кишинівської операції. Більшість там поховані і донині. Всього у боях полягли 218 паланчан. Серед нагороджених воїнів є: Герой Радянського Союзу О. Т. Тищенко, двічі кавалер ордена Слави Т. І. Гурбич. Крім того, нагороджені: орден Слави 3 ступеня отримав І. Л. Драч, медаль «За відвагу» отримали Т. М. Драч, В. С. Корнієнко, П. Ю. Кравченко, М. К. Розсуканий, М. В. Стороженко, Ю. І. Косенко.

## Післявоєнні роки
Після війни почались роботи по відновленню господарства села. Почав працювати колгосп імені М. І. Калініна, який мав 2258 га сільськогосподарських угідь, в тому числі 2098 га орної землі. Колгосп вирощував технічні і зернові культури, було розвинуте м'ясо-молочне тваринництво, городництво і садівництво. Відновився сад (закладений в 1932 році) на площі в 500 га. В період з 1957 по 1960 роки у селі виходила колгоспна газета «Вперед, до комунізму!». На 1959 рік колгосп мав 2 комбайни, 7 жаток та одну молотарку, якими обробляли 846 га землі. На 1960 рік площа ріллі скоротилась до 746 га. Було збудовано пункт товарної обробки сировини, овочесховище. Головами колгоспу були:
| Роки    | Голова КСП     | Роки    | Голова КСП   |
| 1945    | С.С.Гончаренко | 1988-97 | М.В.Білик    |
| 1945-46 | І.Т.Убогий     | 1997-99 | В.Ф.Скрипник |
| 1946-61 | Г.М.Миколенко  | 1999-01 | В.П.Сауляк   |
| 1961-71 | А.О.Руденко    | 2001-   | М.В.Білик    |
| 1971-88 | Ф.М.Ковальчук  |         |              |

Голова колгоспу Г. М. Миколенко отримав орден Леніна.
В 1954 році збудували нову будівлю сільської ради, 1956 року магазин, відкрито Будинок культури (один з найперших у області), дитячий садок, власну електростанцію, стадіон. Будувались нові будинки для колгоспників, провели до села радіо. На 1957 рік населення мало 10 мотоциклів та 2 автомобілі. 1958 року збудовано пологовий будинок, медпункт, баню, млин, 1963 року теплиці (з 1975 року — міжколгоспний теплично-овочевий комбінат), 1970 року нову школу. 1972 року колгосп перетворено на радгосп.
На початку 1980-х років кілька чоловік потрапило до Афганістану. Не повернувся тільки В. М. Майко. На його честь була названа одна з вулиць села. 1986 року на ліквідації аварії на ЧАЕС брало участь 9 паланчан. 1996 року почалась газифікація села. 1991 року відновила свою діяльність православна церква Московського патріархату, діє осередок ЄХБ. 2002 року у селі було сформовано 8 фермерських господарств. Голови сільської ради:
| Роки    | Голова         | Роки    | Голова        |
| 1944-49 | А.В.Камінський | 1976-78 | М.В.Кравченко |
| 1949-50 | В.Дерев'янко   | 1978-91 | П.Ю.Панасенко |
| 1950-51 | Лисак          | 1991-94 | П.П.Діденко   |
| 1951-52 | Мацибора       | 1994-98 | Ф.М.Ковальчук |
| 1952-63 | Г.К.Косенко    | 1998-02 | М.Й.Драч      |
| 1963-76 | П.Ю.Панасенко  | 2002-   | П.Ф.Кучеренко |